# 박태수 (신학자)

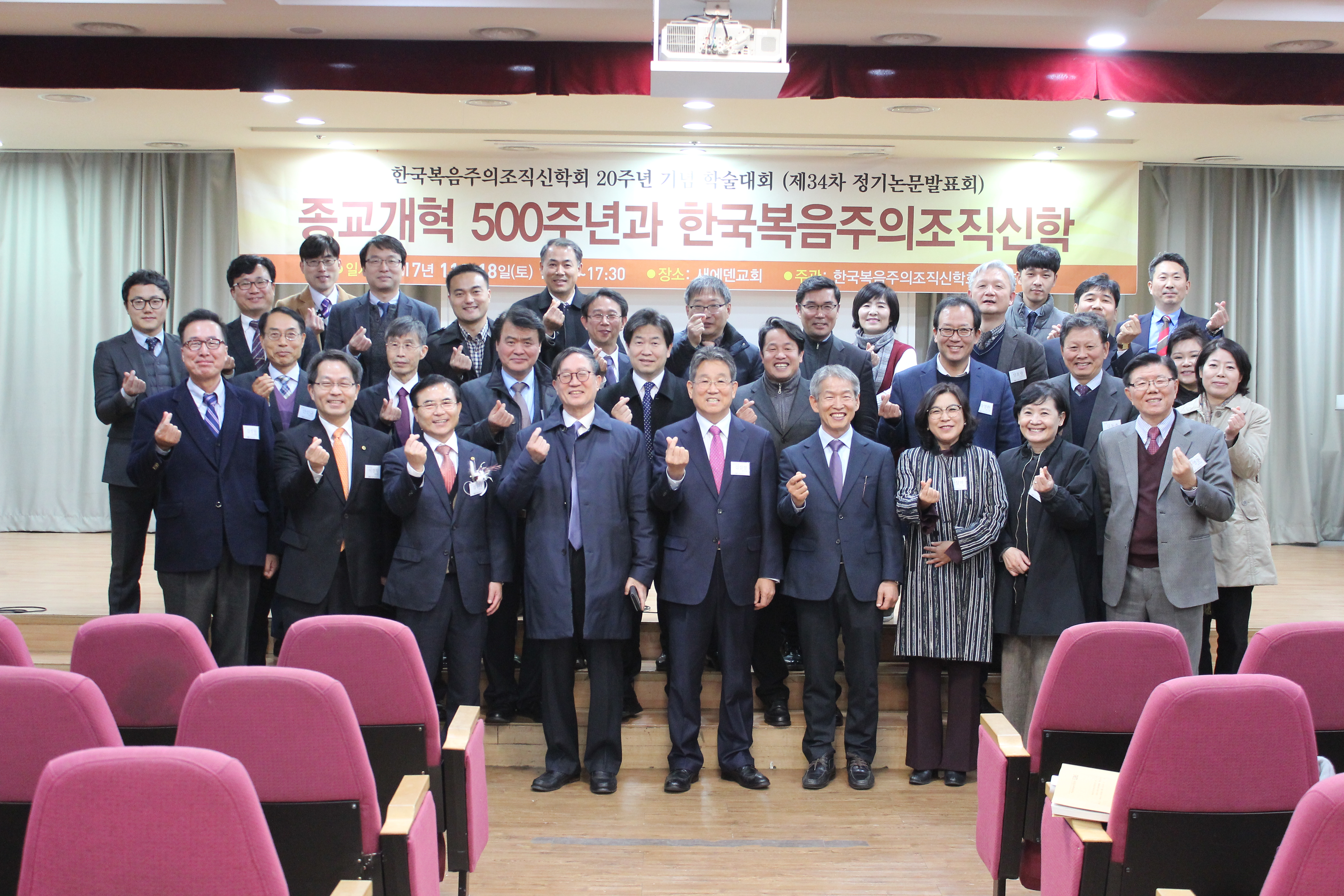
한국복음주의 조직신학회 20주년 행사 오후사진 2017년 11월 18일 장소는 새에덴교회

박태수(朴台守, 1963년 4월 12일~)는 대한민국의 신학자이며 한국성서대학교의 조직신학 교수이며 일립신학연구소의 소장, 한국장로교신학회 부회장 그리고 한국복음주의조직신학회 회장을 역임하였다. 열린신학 분야의 전문가로 평가받는다.

## 학력
- 한국성서대학교 외국어학과 졸업
- 미국 Everett University (B.A)
- 미국 밥 존스 대학교 (Bob Jones University) (M.Div)
- 미국 Bob Jones University (조직신학, Ph.D)

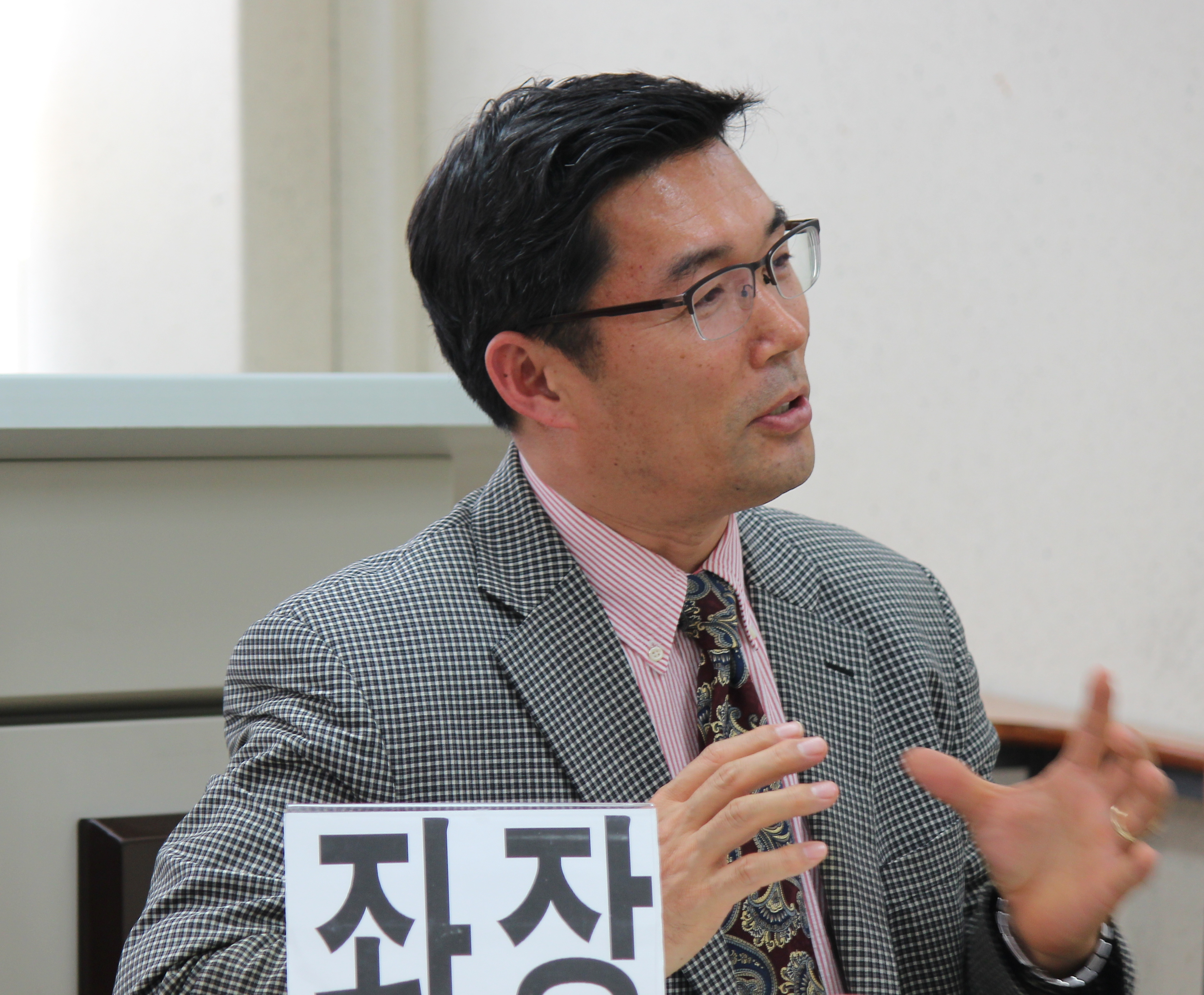
한국성서대학교 박태수 박사, 2017년

## 경력
- (전) 한국성서대학교 대학원 교학처장
- (전) 한국복음주의 조직신학회 회장
- (현) 한국장로회신학회 부회장
- (전) 한국성서대학교 교목실장
- (전) 한국성서대학교 성서학과 학과장
- (전) 한국성서대학교 일립생활관장
- (전) 한국성서대학교 대학원 신학대학원 주임
- (전) 한국성서대학교 신앙훈련과장
- (전) 한국복음주의 조직신학회 총무
- (전) 한국개혁신학회 학술운영이사
- (현) 한국성서대학교 교목실장 2025년~

## 논문
1. “일립 강태국 박사의 애국사상과 민족복음화 운동,” 조직신학연구 (2020.04)
2. “과정신학의 신론과 열린신학의 신론 연구,” 조직신학연구 (2019.12)
3. “일립 강태국의 교회론에 대한 고찰,” 조직신학연구 18 (2013)
4. “일립 강태국 박사의 신론 연구,” 일립논총 (2018.08)
5. “칼빈과 몰트만의 교회론 비교연구: 삼위일체적 측면에서,” 조직신학연구, (2017.12)
6. “복음방 교육에 나타난 신천지 교리에 대한 비판적 고찰,” 조직신학연구, (2014.12)
7. “신천지 이만희의 교리에 대한 신학적 비판,” 일립논총, (2013.12)[5]
8. “일립 강태국의 기도론 연구,” 일립논총, (2011.11)
9. “클락 피녹의 열린신학,” 성경과 신학, (2011.04)
10. “일립 강태국의 노동관,” 조직신학연구, (2009.12)
11. “열린신학에 나타난 하나님의 속성 이해와 비평,” 조직신학연구 (2009.12)
12. “성서적, 신학적 관점에서 본 여성안수,” 일립논총 (2009.12)
13. “일립 강태국의 신학적 정체성과 성서학의 방향성,” 일립논총 (2008.12)
14. “복음주의 조직신학적 측면에서 본 열린 신학의 대한 비평,”조직신학연구 (2008.11)
15. “삼위일체 하나님의 관점에서 본 ‘일’의 신학적 이해,” 조직신학연구 (2008.08)
16. “사복음서에 나타난 예수의 예지하심을 통한 열린신학에 대한 비평,”개혁논총 (2006.09)
17. “THEOLOGICAL UNDERSTANDING OF PHILOSOPHY FOR LIFE IN ECCLESIASTES,”일립논총 (2019.08)

## 저서 및 공저
1. 『일립 강태국의 생애와 사상』 CLC, 2022.
2. 『세계문명과 기독교: 기독교 교리』 한국성서대학교출판부, 2016.
3. 『A Biblical Response To Open Theism: Christology in the Four Gospels』 (VDM, 2010)
4. 공저 『한국교회를 빛낸 칼빈주의자들』 (킹덤북스,2020)
5. 공저 『횡천교회 백년사』 (진주성심,2009)
6. 공저 『영적거장들의 기도』 (홀리북클럽, 2021)

## 역서
1. 『기독교 기초신학』 Theology: The Basic 3rd Ed. (기독교문서선교회, 2016)

## 같이 보기
- 한국개혁신학회
- 한국복음주의조직신학회
- 한국장로교신학회
- 한국의 신학자 목록
- 개혁신학자
- 열린신학